# Florian Riedl (Politiker)
Florian Riedl (* 27. Oktober 1977 in Hall in Tirol) ist ein österreichischer Politiker (ÖVP). Er ist seit 2015 Abgeordneter zum Tiroler Landtag. Im Zuge der Gemeinderats- und Bürgermeisterwahlen in Tirol 2022 wurde er zum Bürgermeister von Steinach am Brenner gewählt.

## Leben

### Ausbildung und Beruf
Florian Riedl besuchte die Volks- und Hauptschule in Steinach am Brenner, 1997 maturierte er an der Handelsakademie Innsbruck. Anschließend studierte er an der Universität Innsbruck Geologie, das Studium schloss er 2004 als Magister mit einer Diplomarbeit über Instabile Hangflanken und deren Auswirkung auf bautechnische Anlagen ab. Danach absolvierte er an der Universität für Bodenkultur Wien das Masterstudium Wildbach- und Lawinenverbauung, dieses Studium beendete er 2006 als Diplomingenieur mit einer Arbeit über das Wildbachverbauungsprojekt Obingbach, Gemeinde Kirchbichl/Tirol.
2004/05 war er an der Geologischen Bundesanstalt angestellt, seit 2005 ist er als Bundesbediensteter für den Forsttechnischen Dienst für Wildbach- und Lawinenverbauung in Tirol tätig.

### Politik
Nachdem Anton Pertl im Oktober 2015 auf sein Landtagsmandat verzichtete, folgte ihm Florian Riedl als Abgeordneter nach. Im Landtag ist Riedl Mitglied im Ausschuss für Land- und Forstwirtschaft, Verkehr und Umwelt, im Ausschuss für Rechts-, Gemeinde- und Raumordnungsangelegenheiten und im Ausschuss für Gesellschaft, Bildung, Kultur und Sport.
Seit Oktober 2015 ist er außerdem Mitglied des Bezirksparteivorstandes und der Bezirksparteileitung Innsbruck-Land, seit April 2016 fungiert er als Bezirksobmann der Arbeitnehmer (AAB) Innsbruck-Land, seit Oktober 2016 ist er Gemeindeparteiobmann der ÖVP in Steinach. Ende September 2018 wurde er am Landestag des Tiroler Arbeitnehmerinnen- und Arbeitnehmerbundes zum Stellvertreter von Landesobfrau Beate Palfrader gewählt. Im Februar 2023 wurde er zum Stellvertreter von AAB-Landesobmann Jakob Wolf gewählt.